# Meursault
Meursault ist eine französische Gemeinde und ein Weinort in der Region Bourgogne-Franche-Comté im Département Côte-d’Or. Die Gemeinde hat 1.376 Einwohner (Stand 1. Januar 2022), ist auf einer Höhe von 243 m über dem Meer und verfügt über eine Fläche von 1622 Hektar. Die Einwohner von Meursault werden Murisaltiens genannt. 
Meursault liegt circa sieben Kilometer südlich von Beaune an der Bahnstrecke Paris–Marseille und grenzt im Süden an Puligny-Montrachet und Blagny sowie nordwestlich an Monthelie und nördlich an Volnay. Meursault ist Teil der Côte de Beaune. Das Gemeindegebiet wird vom Flüsschen Cloux durchquert.
Erste schriftliche Erwähnung als Weinort findet man in einer Schenkungsurkunde aus dem Jahr 1098 von Herzog Odo I. an das Kloster Cîteaux.
Die Climats von Meursault zählen seit dem 8. Juli 2015 zu dem burgundischen Weltkulturerbe.

## Bevölkerungsentwicklung
| Jahr | Einwohner |
| ---- | --------- |
| 1793 | 1341      |
| 1800 | 1624      |
| 1806 | 1704      |
| 1821 | 1917      |
| 1831 | 2066      |
| 1836 | 2106      |
| 1841 | 2107      |
| 1846 | 2259      |
| 1851 | 2178      |
| 1856 | 2227      |
| 1861 | 2416      |
| 1866 | 2625      |
| 1872 | 2662      |

| Jahr | Einwohner |
| ---- | --------- |
| 1876 | 2700      |
| 1881 | 2637      |
| 1886 | 2618      |
| 1891 | 2564      |
| 1896 | 2512      |
| 1901 | 2426      |
| 1906 | 2476      |
| 1911 | 2254      |
| 1921 | 1939      |
| 1926 | 1916      |
| 1931 | 1846      |
| 1936 | 1768      |
| 1946 | 1721      |

| Jahr | Einwohner |
| ---- | --------- |
| 1954 | 1763      |
| 1962 | 1869      |
| 1968 | 1831      |
| 1975 | 1733      |
| 1982 | 1645      |
| 1990 | 1538      |
| 1999 | 1598      |
| 2006 | 1567      |
| 2007 | 1563      |
| 2012 | 1503      |
| 2017 | 1425      |
| 2018 | 1419      |

Quellen: Cassini und INSEE

## Sehenswürdigkeiten

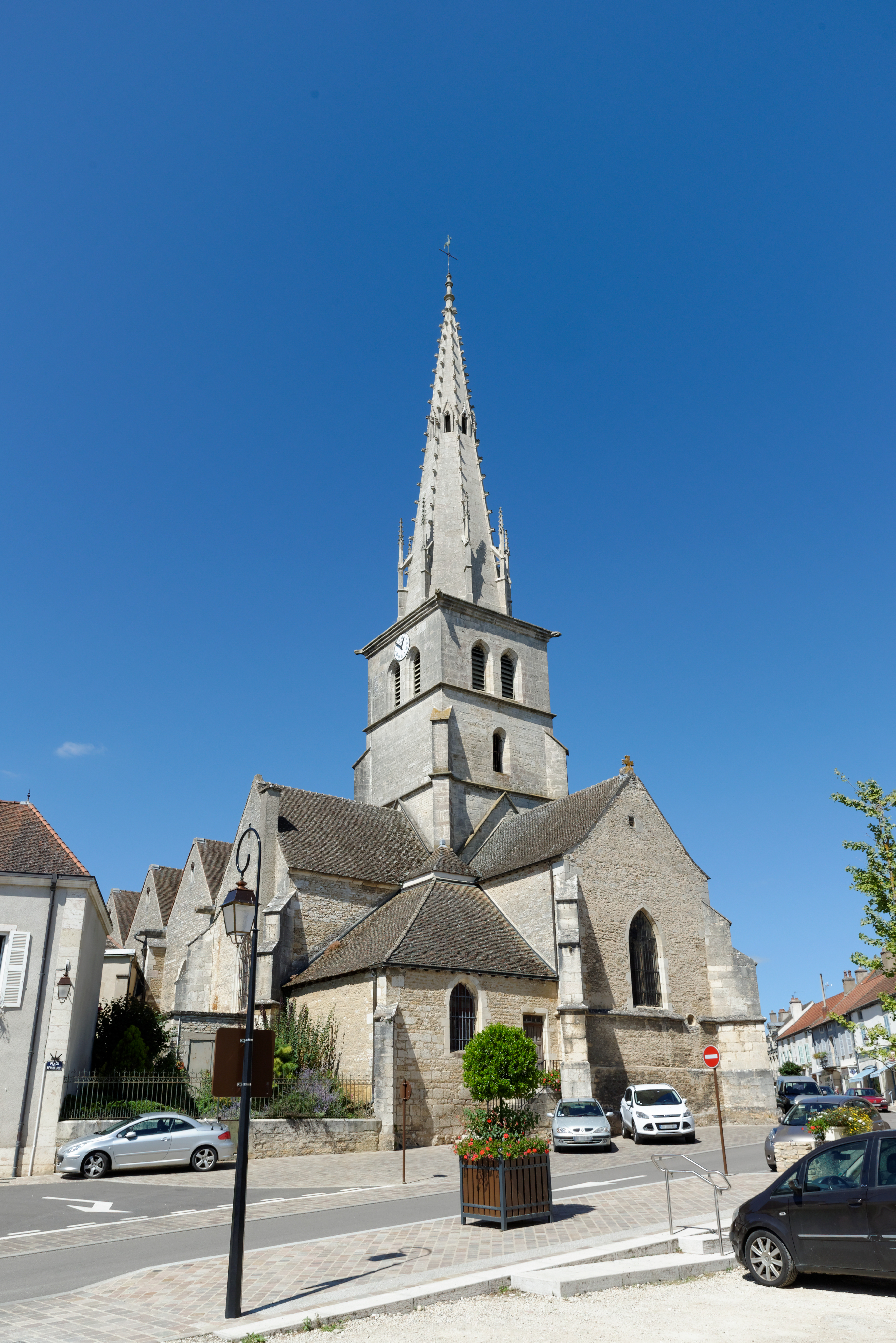
Kirche Saint-Nicolas de Meursault

- Château fort de Meursault (heute Rathaus)
- Kirche Saint-Nicolas de Meursault
- Schloss Meursault, ein öffentlich zugängliches Schloss mit Weingut

## Weinbaugebiet Meursault
Meursault ist eine Appellation d’Origine Contrôlée in der Côte d’Or. Es werden hauptsächlich Weißweine produziert.
Seit dem 8. Juli 2015 gehören 1247 speziell definierte Weinbauparzellen südlich Dijon, die Climats de Bourgogne, zum Weltkulturerbe der UNESCO, von denen einige in der Appellation Meursault liegen.
Die Appellation Meursault (Appellation d’Origine Contrôlée seit dem 21. Mai 1970) verfügt über 18 Premier-Cru-Lagen. Angebaut werden fast ausschließlich Weißweine aus der Rebsorte Chardonnay. Der Ertrag ist für die normale Orts-Appellation auf 45 Hektoliter/Hektar beschränkt. Durch Ausnahmeregelungen darf der Ertrag um maximal 20 Prozent höher liegen. Die durchschnittliche Erntemenge liegt bei ca. 17340 hl/Jahr (davon Premier Cru: 4501 hl), die auf einer Fläche von 449,69 Hektar geerntet wird. Außerdem werden ca. 418 hl (davon 65 hl Premier Cru) Rotwein produziert.
Der Mindestalkoholgehalt beträgt 11 % für den Weißwein, 10,5 % für den Rotwein. Im Falle einer künstlichen Anreicherung durch Trockenzucker (Chaptalisation) wird ein maximaler Alkoholgehalt festgelegt, der bei 13,5 % liegt. Im Falle einer Premier Cru Lage liegt der Mindestalkoholgehalt für Weißwein bei 11,5 %, 11 % für Rotwein und das Maximum bei 14 %.
Die Premier-Cru-Lagen (insgesamt 133,63 Hektar) sind Les Cras, Les Caillerets, Les Santenots Blancs, Les Plures, Les Santenots du Milieu, Charmes, La Jeunelotte ou Blagny, La Pièce Sous le Bois ou Blagny, Sous le dos D’âne ou Blagny, Sous Blagny ou Blagny, Les Perrières, Clos des Perrières, Les Genevrières, Poruzots, Le Poruzot, Les Bouchères, Les Gouttes d’Or sowie Les Ravelles ou Blagny.

## Mediale Bezüge
Im Roman Der Fremde von Albert Camus geht es um einen jungen Algerienfranzosen namens „Meursault“, der zufällig einen jungen Araber erschießt und in dem darauf folgenden Prozess gegen ihn sein eigenes Todesurteil provoziert. Der Name Meursault steht hier möglicherweise für „meurs, sot!“, auf Deutsch „stirb, du Tor!“. Deutlich später, 2013, veröffentlichte der Algerier Kamel Daoud mit Bezug auf Camus einen Roman Meursault, contre-enquête als „Hommage en forme de contrepoint“.
Gerard Oury hat 1966 einen Teil des Films Drei Bruchpiloten in Paris, auch: „Die große Sause“ (La grande vadrouille) in Meursault gedreht.

## Regelmäßige Veranstaltungen
- Am dritten Wochenende im November findet das Weinfest Les Trois Glorieuses de Bourgogne, "Die glorreichen drei der Bourgogne" statt, das sich von Samstag bis Montag über drei Tage erstreckt (siehe auch La Paulée de Meursault).[7]
- Die La Paulée de Printemps ist ein Weinfest, das im März den Beginn der Arbeiten in den Weinbergen zum Thema hat. Seit 1986 findet dieses Fest auch auf dem Schloss Meursault statt.